# Лудо срце
Лудо срце е вторият албум на Цеца, издаден през 1989 година от ПГП РТБ. Съдържа 8 песни.

## Песни
1. Лудо срце
2. Лепотан
3. Буди дечко мој
4. Грешка
5. Забранићу срцу да те воли
6. Дођи
7. Хеј, љубави, љубави
8. Ето, ето проде лето
9. Од главе до пете

Текст на песни 1,2,3 – Огниен Макич, текст на песен 4 – Добрица Ерич, текст на песен 5 – Зоран Матич, текст на песен 6 – С.Заграджанин, текст на песен 7 – Стевица Спасич, текст на песен 8 – Мирко Кодич. Музика на песни 1,2,3,4,6 – Добривойе Иванкович, музика на песни 5,7,8 – М.Кодич.